# Xerodraba patagonica
Xerodraba patagonica är en korsblommig växtart som först beskrevs av Carlos Luis Spegazzini, och fick sitt nu gällande namn av Carl Skottsberg. Xerodraba patagonica ingår i släktet Xerodraba och familjen korsblommiga växter. Inga underarter finns listade i Catalogue of Life.